# Amtsgericht Wasselnheim
Das Amtsgericht Wasselnheim war ein deutsches Amtsgericht mit Sitz in Wasselnheim in den Jahren von 1879 bis 1918.

## Geschichte
Wasselnheim war Sitz eines französischen Friedensgerichts. Nach der Abtretung Elsass-Lothringens im Frieden von Frankfurt an das Deutsche Reich 1871 wurde die Gerichtsstruktur mit dem Gesetz, betreffend Abänderung der Gerichtsverfassung vom 14. Juli 1871 und der Ausführungsbestimmung hierzu vom gleichen Tag neu geregelt. Dabei wurden die Friedensgerichte beibehalten.
Im Rahmen der Reichsjustizgesetze wurden 1879 die Friedensgerichte im Reichsland Elsass-Lothringen aufgehoben und Amtsgerichte gebildet. Das Amtsgericht Wasselnheim war dem Landgericht Zabern nachgeordnet.
Am Gericht bestand 1880 eine Richterstelle. Das Amtsgericht war ein kleines Amtsgericht im Landgerichtsbezirk.
Der Gerichtsbezirk umfasste 1895 den Kanton Wasselnheim mit 156 Quadratkilometern und 16.735 Einwohnern und 19 Gemeinden.
Mit der Verordnung über den Sitz und die Bezirke der Amtsgerichte vom 3. April 1909 gingen die Gemeinden Bergbieten, Dahlenheim, Dangolsheim, Flexburg, Irmstett und Scharrachbergheim aus dem Sprengel des Amtsgerichts Wasselnheim in den Sprengel des Amtsgerichts Molsheim über. Gleichzeitig gingen die Gemeinden Hohengöft, Knörsheim, Krastatt, Rangen und Zehnacker aus dem Sprengel des Amtsgerichts Zabern in den Sprengel des Amtsgerichts Wasselnheim über.
Nach der Abtretung Elsass-Lothringens an Frankreich nach dem Ersten Weltkrieg wurde das Amtsgericht Wasselnheim als „Tribunal cantonal Wasselonne“ weitergeführt. Im Zweiten Weltkrieg wurde 1940 von der deutschen Besatzungsmacht die vorgefundene Gerichtsstruktur unter Verwendung deutscher Ortsnamen und Behördenbezeichnungen, hier also wieder als Amtsgericht Wasselnheim, fortgeführt.